# Saint-Pierre-d'Entremont (Isère)
 Saint-Pierre-d'Entremont  es una población y comuna francesa, en la región de Ródano-Alpes, departamento de Isère, en el distrito de Grenoble y cantón de Saint-Laurent-du-Pont.

## Demografía
| 503 | 505 | 440 | 459 | 443 | 478 |
| Para los censos de 1962 a 1999 la población legal corresponde a la población sin duplicidades (Fuente: INSEE [Consultar]) |     |     |     |     |     |